# Striedenkopf (Goldberggruppe)
Der Striedenkopf ist ein 2600 m hoher Gipfel der Goldberggruppe im österreichischen Bundesland Kärnten.

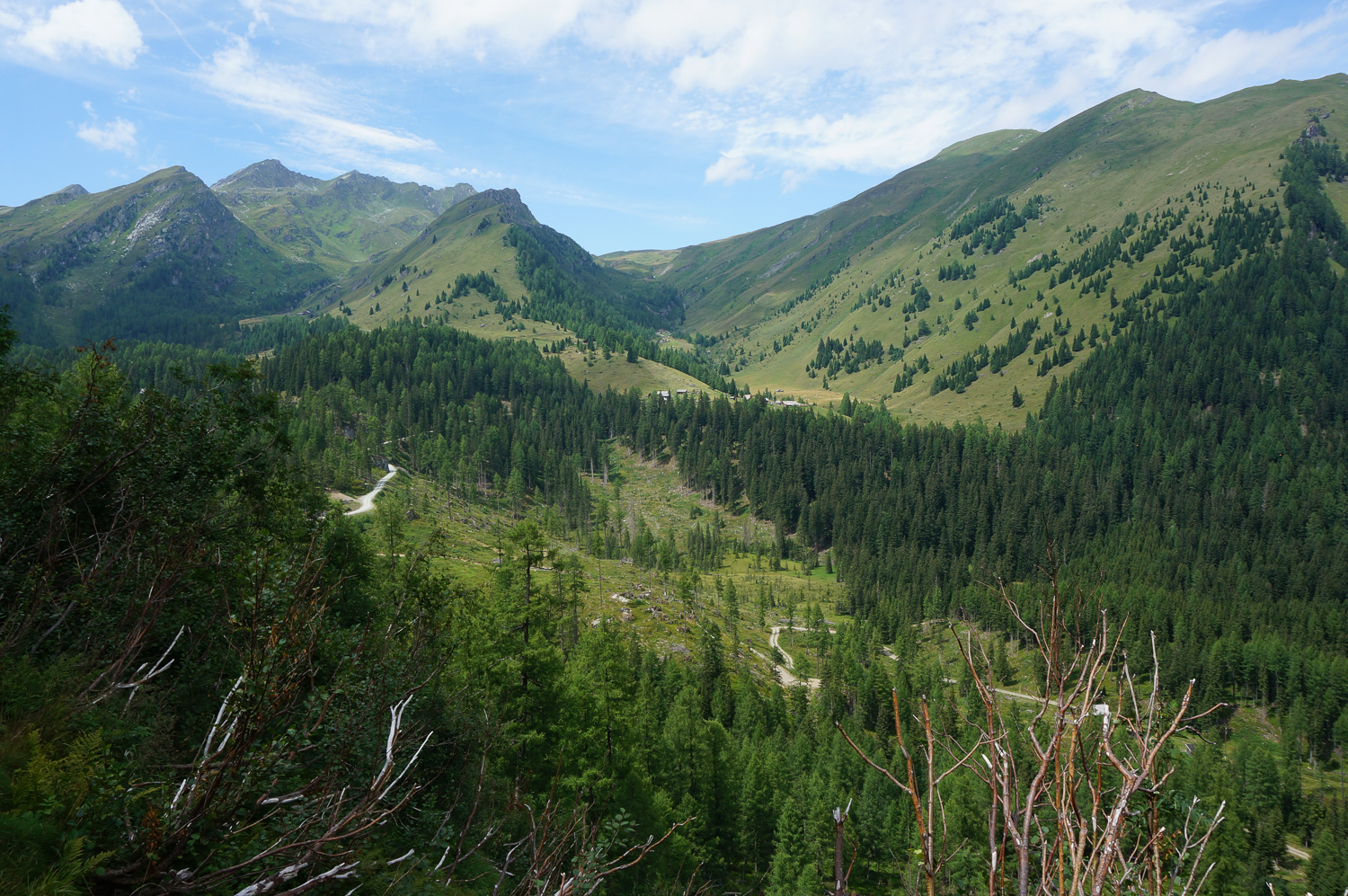
Der Striedenkopf ist im linken Kamm der Gipfel rechts vom höchsten Hirtenkopf

## Lage
Die Fragant im östlichen und das Astental im westlichen Teil der Goldberggruppe sind über das Schobertörl und die Sadnigscharte verbunden. Der Striedenkopf ist mit Makernispitze, Hirtenkopf und Mulleter Sadnig ein Gipfel des Kammes zwischen diesen beiden Pässen.
Der Striedenkopf liegt an der Grenze zwischen den zwei Gemeinden Mörtschach und Flattach.

## Anstieg
Es führt kein markierter Weg auf den Striedenkopf. Es gibt jedoch markierte Wege vom Sadnighaus und vom Fraganter Schutzhaus auf die Sadnigscharte und auf das Schobertörl. Zwischen diesen beiden Übergängen gibt es einen unmarkierten Steig, der für schwindelfreie und trittsichere Bergsteiger einen Übergang des Striedenkopfs ermöglicht.
Im Winter ist bei guten Schneeverhältnissen ein Aufstieg vom Fraganter Schutzhaus möglich.

## Hütten
Die nächsten Hütten sind: 
- Sadnighaus: Alpenvereinshütte mit 7 Zimmern und einem Jugendlager.[4]
- Fraganter Schutzhaus: Ganzjährig geöffnete Alpenvereinshütte mit 50 Betten und 46 Matratzenlagern.[5]